# 康阿斯阿拉
康阿斯阿拉（芬蘭語：Kangasala）是芬蘭南部皮尔坎马区以“城市”为称呼的市镇，距離坦佩雷17公里。始建於1865年，市镇面積为971平方公里，2023年人口数量为33,478人。

## 外部連結
- 官方网站  （文）